# Middlebury (Indiana)
Middlebury és una població dels Estats Units a l'estat d'Indiana. Segons el cens del 2000 tenia 2.956 habitants.

## Demografia
Segons el cens del 2000, Middlebury tenia 2.956 habitants, 1.068 habitatges, i 822 famílies. La densitat de població era de 335,7 habitants/km².
Dels 1.068 habitatges en un 42,4% hi vivien nens de menys de 18 anys, en un 66,2% hi vivien parelles casades, en un 8,1% dones solteres, i en un 23% no eren unitats familiars. En el 20,3% dels habitatges hi vivien persones soles el 9,6% de les quals corresponia a persones de 65 anys o més que vivien soles. El nombre mitjà de persones vivint en cada habitatge era de 2,76 i el nombre mitjà de persones que vivien en cada família era de 3,2.
Per edats la població es repartia de la següent manera: un 31,9% tenia menys de 18 anys, un 7,2% entre 18 i 24, un 29% entre 25 i 44, un 21,1% de 45 a 60 i un 10,8% 65 anys o més.
L'edat mediana era de 34 anys. Per cada 100 dones de 18 o més anys hi havia 92,1 homes.
La renda mediana per habitatge era de 55.000 $ i la renda mediana per família de 60.313 $. Els homes tenien una renda mediana de 42.188 $ mentre que les dones 24.917 $. La renda per capita de la població era de 24.613 $. Cap de les famílies i l'1,7% de la població estaven per davall del llindar de pobresa.

## Poblacions més properes
El següent diagrama mostra les poblacions més properes.